# Dumitru Velicu
Dumitru Velicu   (Râmnicu Vâlcea, 26 d'octubre de 1930 - 1997) fou un genet romanès, guanyador d'una medalla olímpica.
El 1980 va prendre part en els Jocs Olímpics d'Estiu de Moscou, on va disputar dues proves del programa d'hípica amb el cavall Decebal. En la prova de doma per equips, junt a Anghelache Donescu i Petre Roșca, va guanyar la medalla de bronze, mentre en la prova de doma individual fou dotzè.